# Macif santé prévoyance
Macif santé prévoyance est un voilier monocoque de 60 pieds avec foils conçu pour la course au large, répondant aux normes de la classe Imoca, mis à l'eau en juin 2023 pour Charlie Dalin. À son bord, Charlie Dalin et Pascal Bidégorry remportent la Fastnet Race 2023, en catégorie Imoca. Barré par Dalin, il remporte la New York-Vendée-Les Sables-d'Olonne 2024 et le Vendée Globe 2024-2025.

## Historique

### Contexte
Le 27 janvier 2021, Charlie Dalin franchit le premier la ligne d'arrivée du Vendée Globe, à la barre d'Apivia. Mais le troisième arrivé, Yannick Bestaven, bénéficie d'un temps compensatoire de 10 heures et 15 minutes pour avoir participé aux recherches du naufragé Kevin Escoffier. Dalin est classé deuxième, 2 heures et 31 minutes derrière Bestaven,.

### Conception
Tout comme le fut celle d'Apivia, la conception de Macif santé prévoyance est confiée au cabinet Guillaume Verdier, en concertation avec Mer Concept. Les études sont lancées début 2021. Le bateau est dessiné dans ses grandes lignes durant l'hiver 2021-2022.
Par rapport à Apivia, on ne cherche pas à tout « révolutionner », mais simplement à optimiser. Le nouveau bateau est le fruit des enseignements acquis durant quatre ans à bord d'Apivia, enseignements dont Charlie Dalin fait profiter Verdier,.
L'idée, dit le skipper, est de « de garder les points forts d'Apivia et de gommer les faiblesses, principalement le portant dans la mer formée ». Le souci principal de Charlie Dalin est d'améliorer le passage dans la vague. Il veut un bateau moins brutal, « qui plante et décélère moins », l'objectif étant « d'être plus rapide en vitesse de pointe et en moyenne journalière ». Il veut également moins d'eau sur le pont. L'évolution porte sur la forme de la coque, sur celle du pont et sur l'ergonomie.

### Construction
La construction commence en juin 2022. Elle se fait chez CDK Port-la-Forêt (Apivia fut construit sur le site CDK de Lorient), toujours en collaboration avec les ingénieurs de Mer Concept. CDK et sa filiale C3 Technologies construisent la coque, le pont et la plus grande partie des cloisons. On veille à la fiabilité du bateau en soignant particulièrement le fond de coque. Mer Concept est maître d'œuvre, et réalise certaines pièces comme le meuble des winchs ou les puits de foil.

### Mise à l'eau
Le premier Imoca de Charlie Dalin courait sous les couleurs d'Apivia Macif Mutuelle, l'assureur des produits santé et prévoyance que propose la Macif. Celle-ci recentre maintenant son programme Imoca autour de la marque Macif, car elle tient à capitaliser sur ce nom, mais en continuant à valoriser son activité santé-prévoyance. Le nouveau bateau ne s'appelle donc pas Apivia comme le premier, mais Macif santé prévoyance. Il sort de l'atelier de Port-la-Forêt le 23 juin 2023. Il est mis à l'eau le lendemain à Concarneau, son port d'attache.

## Caractéristiques
Charlie Dalin précise que ce bateau est « une évolution » de son Apivia, « qui était déjà très performant ». Le déplacement est de 8 tonnes, la surface de voilure de 255 m2 au près, et de 600 m2 au portant. C'est un bateau plus puissant qu'Apivia.

### Avant
Au terme du Vendée Globe 2020, les skippers des Imoca de la génération 2018-2020 déplorent que la puissance de leurs bateaux soit difficile à exploiter dans une mer formée ou au portant. Ils enfournent dans la vague, ce qui les ralentit. Apivia n'échappe pas à ce reproche.

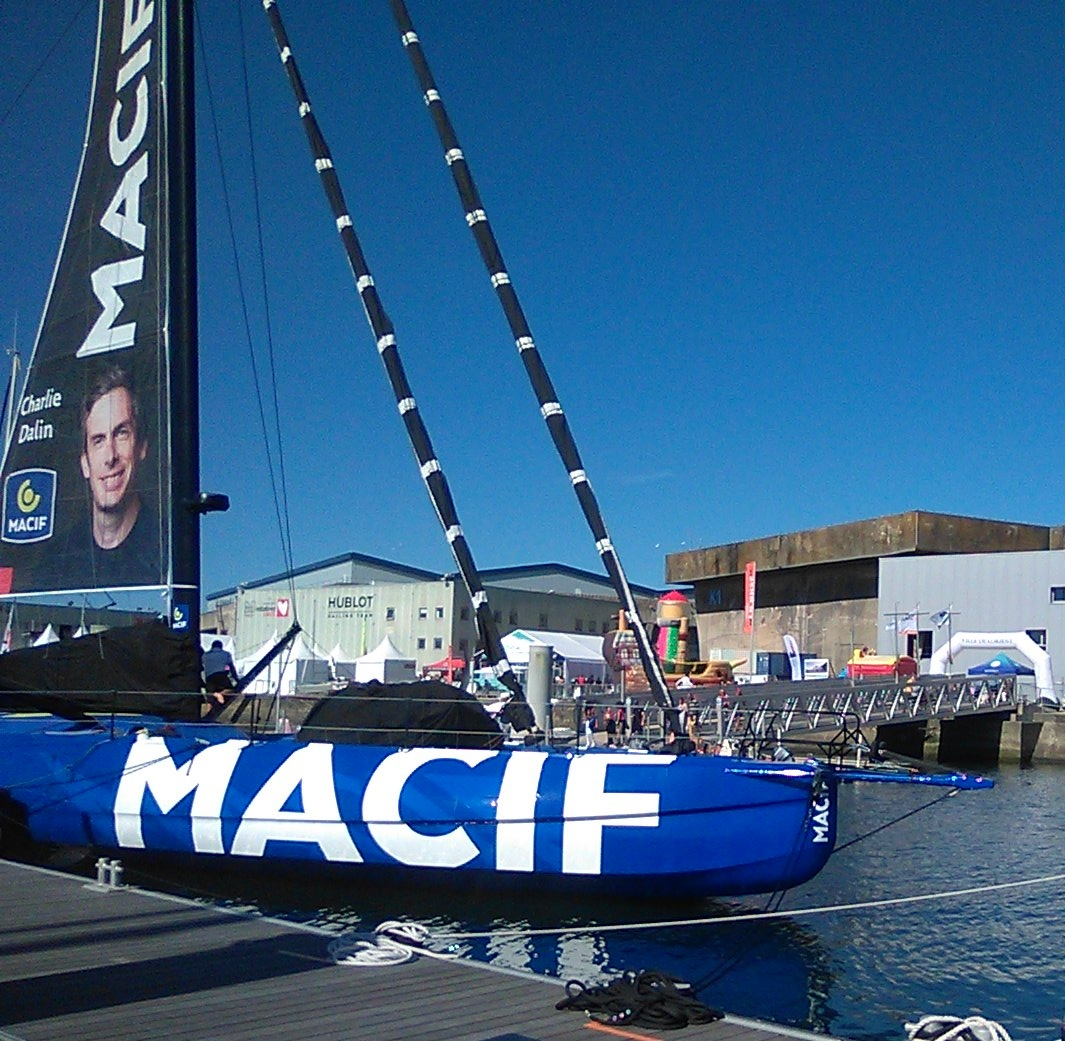
À Lorient, au Défi Azimut 2024. On remarque la double virure.

Par rapport à Apivia, l'étrave de Macif santé prévoyance est un peu plus imposante. L'avant est un peu plus large, « ce qui permet, dit le skipper, d'avoir plus de volume à l'avant » pour rester davantage à la surface de l'eau, pour mieux traverser les vagues. Au contraire des formes avant d'Apivia qui étaient frégatées, les formes avant du nouveau bateau sont « tulipées », c'est-à-dire évasées, « pour éviter d'embarquer de l'eau sur le pont à forte vitesse ».  À mi-hauteur, une double virure (un décroché) « court sur les deux tiers avant du bateau, et dégage, là aussi l'eau », comme sur les bateaux à moteur.

### Franc-bord
Le franc-bord est plus important, pour mieux gérer la mer formée, pour rendre le bateau plus marin et avoir moins d'eau sur le pont, jusqu'à une certaine taille de vague. Ce franc-bord important est d'ailleurs exigé maintenant par la jauge Imoca.

### Arrière

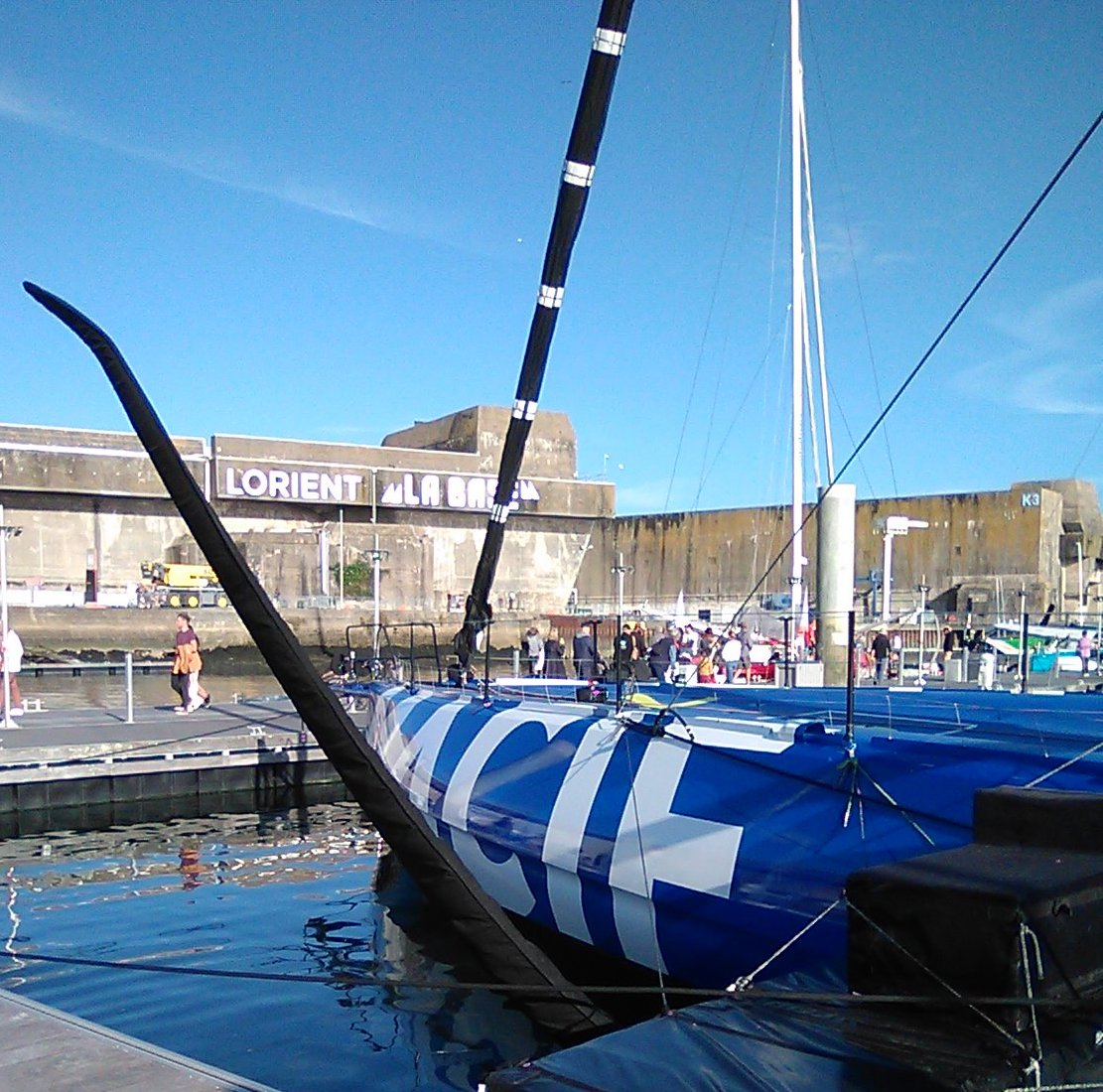
À Lorient, en septembre 2023, lors du Défi Azimut. Foil version 1 de juin 2023.

Le frégatage est conservé à l'arrière « pour réduire les poids, à la fois des cloisons et des murailles ». L'arrière est un peu plus étroit que celui d'Apivia (5,50 m) et ses formes sont tendues, pour limiter la traînée. Des essais en bassin numérique virtuel, avec vagues, ont permis d'estimer, par rapport à Apivia, une réduction de 10 à 12 % du pic de traînée lorsque l'on bute dans une vague.

### Foils
Les foils sont sensiblement les mêmes que la version 2 d'Apivia, qui lui permettaient de voler dès 12 nœuds de vent. Sur ceux de Macif santé prévoyance, on a surtout veillé à affiner les sections entre le tip et le shaft.

### Pont

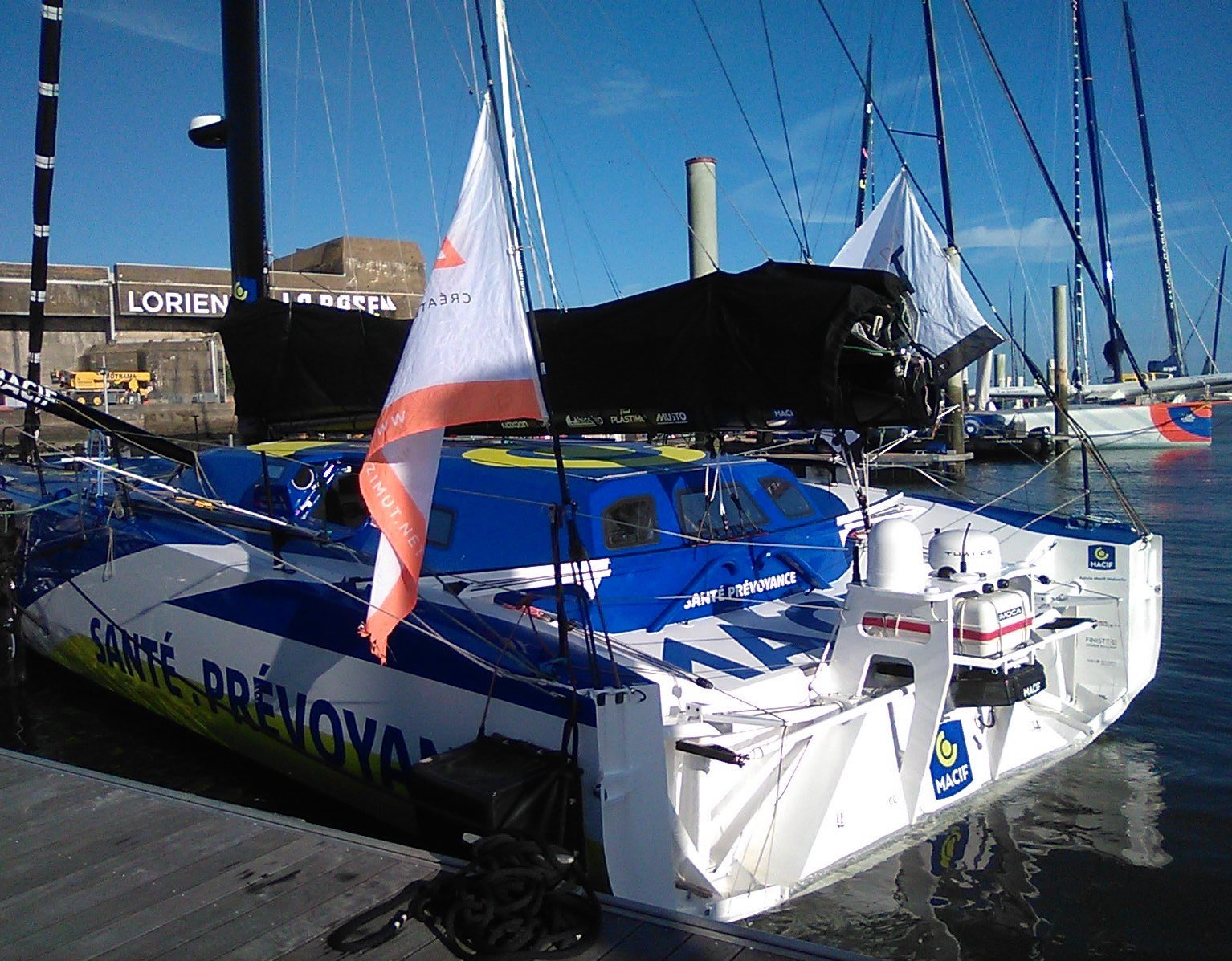
La bassine arrière est surélevée.

À l'inverse de la plupart des Imoca de sa génération, le bateau garde un pont creux à l'avant. Le rouf est bas. Il est prolongé en avant du mât par un carénage qui, en plus d'être aérodynamique, apporte du volume pour réussir les tests de retournement.
Aux allures portantes, les voiles sont stockées à l'arrière. Aussi, pour faciliter leur déplacement, la bassine arrière est-elle rehaussée de 50 centimètres : plus besoin d'une drisse pour les soulever.

### Aménagement intérieur
La vie à bord d'un Imoca à foils est particulièrement difficile. Les chocs sont nombreux, les déplacements pénibles. Les manœuvres réclament beaucoup d'énergie, avec notamment le matossage, qui consiste à déplacer le matériel d'un bord sur l'autre, à chaque virement. Sans faire de compromis sur la performance, on veille sur Macif santé prévoyance à limiter et faciliter les déplacements, notamment en réduisant la taille du cockpit et de l'espace de vie (environ 5 m2 chacun).

#### Cockpit

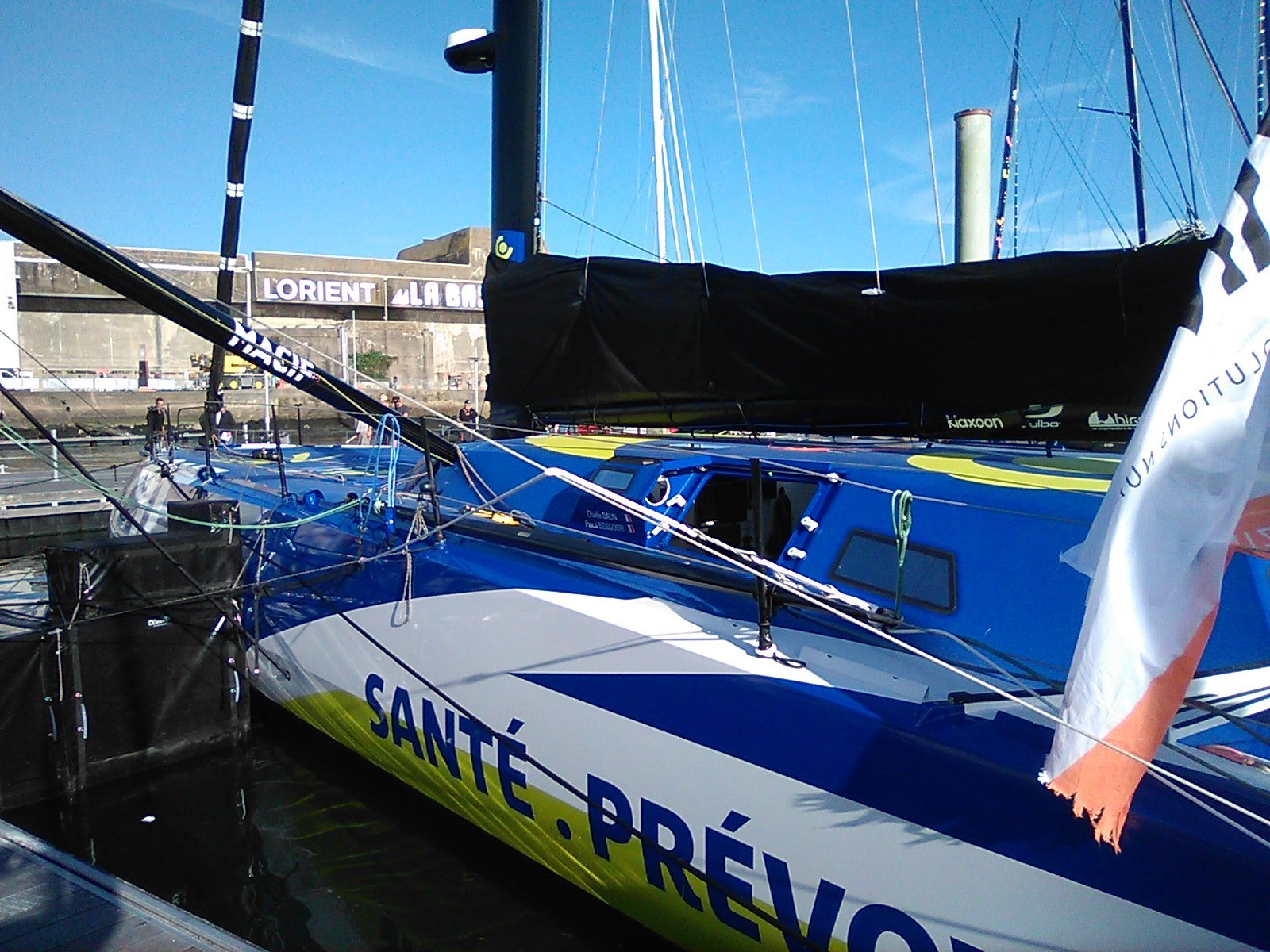
Entrée bâbord du cockpit.

Zone de manœuvre (le cockpit, où sont la colonne et les winchs) et zone de vie sont inversées. Le cockpit n'est plus à l'arrière du bateau, mais juste derrière le mât. Il est percé de deux trappes latérales permettant de se hisser sur le pont.  Les panneaux d'entrée ont le défaut de laisser entrer l'eau ou le froid quand ils sont ouverts, d'emprisonner la chaleur ou l'humidité quand ils sont fermés : « On a donc ajouté une petite trappe de ventilation sur la face arrière et la possibilité d'ouvrir en protégeant la descente. » Ce qui permet d'aérer quand il fait trop chaud, ou de combattre l'humidité ou de se préserver du froid.
Le vitrage offre une visibilité meilleure. Ce cockpit est plus haut de 10 centimètres que celui d'Apivia (Dalin peut presque s'y tenir debout). Mais il est moins large, avec un meuble de winch plus compact et plus accessible. Ce qui, souligne Dalin, est « le meilleur témoin » de sa détermination à gagner le Vendée Globe : ce n'est pas un cockpit pour naviguer en équipage. « On a tout pensé pour le solitaire, sans aucun compromis pour l'équipage. »

#### Zone de vie
La zone de vie, que Dalin surnomme « la studette », très compacte elle aussi, se trouve donc en arrière du cockpit. La bannette est à moins d'un mètre d'un siège morphologique et de la table à carte. Tout y est fixe, et à portée de main, qu'il s'agisse de préparer son repas, de manger assis, de dormir ou d'analyser les fichiers météo, sans avoir à matosser à chaque changement de bord. Enfin, le cockpit et sa colonne ne sont qu'à un mètre cinquante du siège de la zone de vie.

## Résultats attendus
Aux allures de près et de reaching, les vitesses devraient être les mêmes que celles d'Apivia. C'est au portant VMG, espère Dalin, que Macif santé prévoyance devrait aller plus vite : « non pas sur quelques vagues mais bien au niveau des moyennes journalières : la clé de la réussite sur un Vendée Globe ».
La coque à elle seule, c'est-à-dire sans compter le gain de vitesse escompté grâce aux foils, devrait permettre de gagner un jour et demi sur un Vendée Globe.

## Courses

### 2023

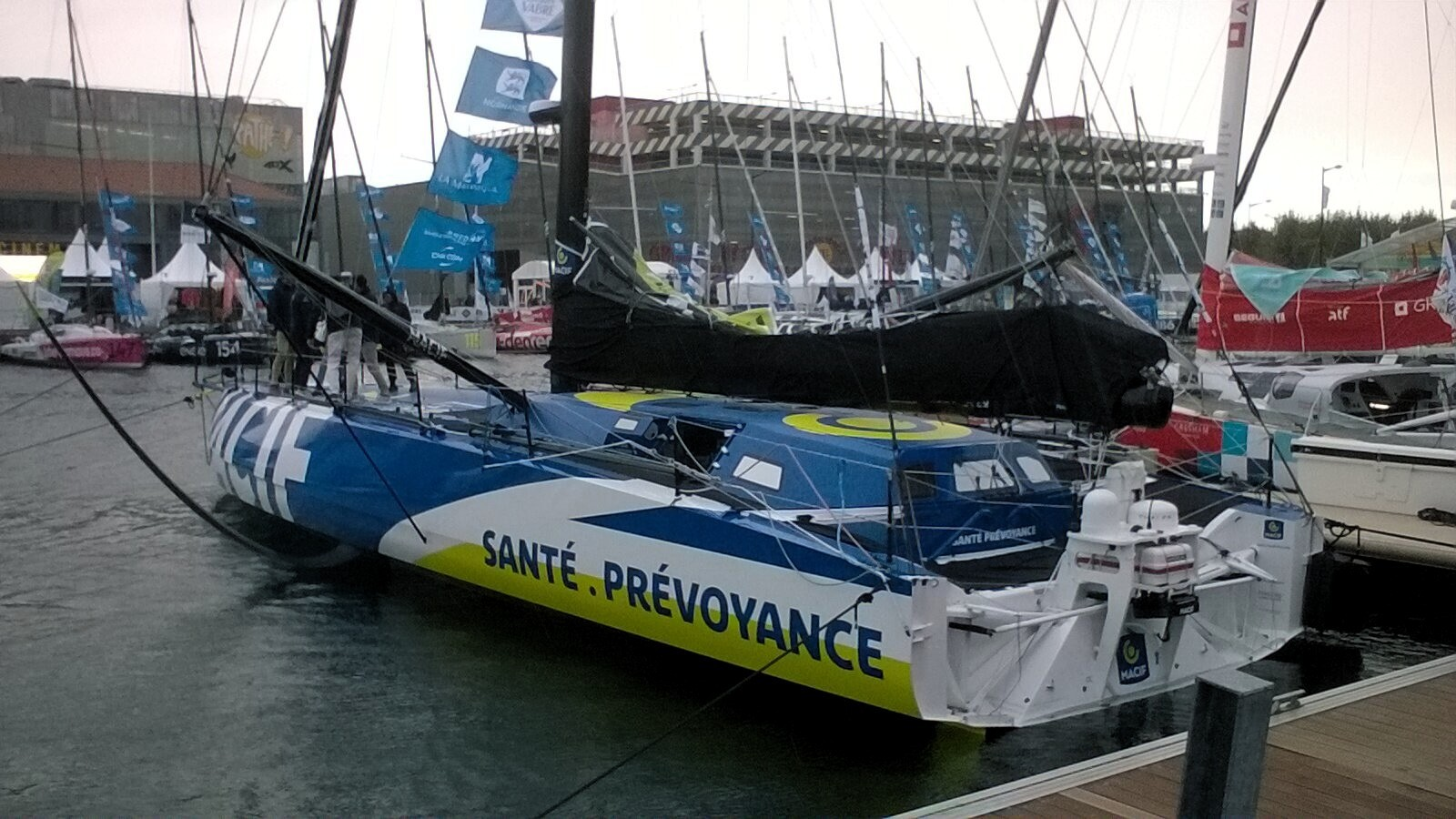
Au Havre en octobre 2023, avant la Transat Jacques-Vabre dont il prendra seulement le départ.

En juillet 2023, skippé par Charlie Dalin et Pascal Bidégorry, Macif santé prévoyance dispute sa première course, la Fastnet Race. Il termine 1er sur 29 Imoca, un mois jour pour jour après sa mise à l'eau,,. Dalin est content. Le bateau répond aux objectifs définis lors de sa conception : « Il se comporte mieux en mer que le précédent, Apivia. Il va mieux au portant et il est mieux adapté aux conditions difficiles. » En septembre, skippé par le même duo, Macif santé prévoyance se classe 2e sur 33 dans les 48 Heures du Défi Azimut. En raison de problèmes de santé de Dalin, le bateau ne court pas les deux dernières courses de l'année, la Transat Jacques-Vabre (il prend le départ pour assurer sa qualification dans le Vendée Globe, et abandonne sitôt la ligne franchie) et le Retour à la Base.
Durant le chantier d'hiver, on tire les leçons des premières navigations, et l'on va tenter de rendre le bateau encore plus performant et plus fiable. Comme sur les autres Imoca de la même génération, on veille à renforcer l'ensemble de la structure pour parer aux chocs violents. Macif santé prévoyance est par ailleurs doté d'une nouvelle paire de foils, version 2.1, qui devraient lui apporter un gain de vitesse à certaines allures, mais surtout « améliorer son comportement dans la mer ». Cela permettra aussi, quand on connaît les longs délais de fabrication, de pouvoir compter sur une paire de rechange à l'approche du Vendée Globe.

### 2024

#### The Transat

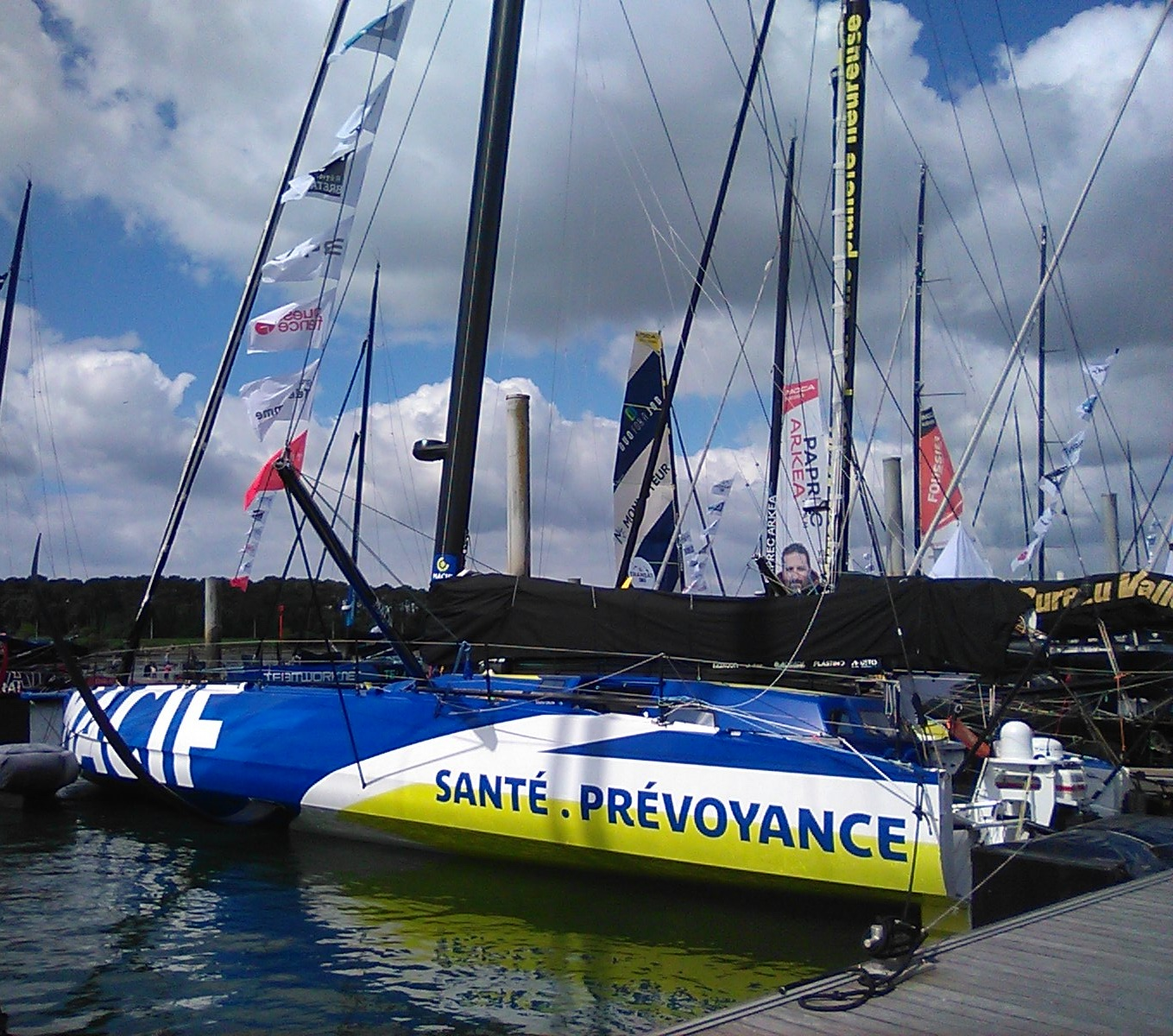
À Lorient, en avril 2024, quatre jours avant le départ de The Transat. Foil version 2.1 de mars 2024.

Macif santé prévoyance est remis à l'eau le 22 mars 2024 avec ses nouveaux foils. Le 28 avril, il prend le départ de The Transat. Dalin, qui renoue avec la compétition, mène pendant la première moitié de la course. À partir du 1er mai, il rencontre une série de problèmes. Il perd un morceau de safran. Il a des soucis de pilote automatique au portant. Il perd l'aérien (le capteur de vent, en tête de mât). Il le remplace. Le nouveau capteur ne se montre pas très performant. Dalin doit aussi changer d'ordinateur. Il commet quelques erreurs météo.
Le 2 mai, dans 45 nœuds de vent, « avec deux ris, surtoilé je pense », le bateau fait un départ à l'abattée. Il empanne tout seul. Les lattes de grand-voile et le mât tiennent bon, mais Dalin prend cela comme un avertissement. Il estime qu'il doit moins tirer sur la machine. Il s'en sort avec le chariot de grand-voile endommagé. Il poursuit « avec la grand-voile en cornet de frite ». Le jour même, il cède la première place au Paprec Arkéa de Yoann Richomme. Le lendemain, il trouve une solution pour réparer son chariot. Paprec Arkéa, le nouveau leader, creuse son avance.
Cette course démontre que le nouveau bateau de Charlie Dalin va plus vite que l'ancien, qui enfournait trop. Reste que les autres bateaux de tête semblent plus à l'aise que lui au portant. Mais Dalin estime qu'il est trop tôt pour être formel sur ce point : il faudra juger avec deux safrans entiers et un bon pilote automatique. Doublé par le Malizia de Boris Herrmann et l'Initiatives-Cœur de Samantha Davies, Macif santé prévoyance termine 4e sur 33 Imoca, validant sa qualification pour le Vendée Globe.

#### New York-Vendée-Les Sables-d'Olonne
La New York-Vendée-Les Sables-d'Olonne part le 29 mai 2024. La configuration météo est inhabituelle (prédominance des vents contraires) et les prévisions sont chaque jour en déroute,.
La course se joue le 2 juin, dans le passage d'un front bordant à l'ouest un axe dépressionnaire qui se déplace vers l'est à 15-20 nœuds, mais par soubresauts. Dans un premier temps, quelques bateaux parviennent à passer le front, puis sont rattrapés par lui. Nouvelle tentative. Dalin innove : au lieu de se présenter vent de travers, ce qui est généralement le plus efficace, il y va plein vent arrière, en comptant sur le Gulf Stream pour l'aider. C'est le bon angle. Seuls le Malizia-Seaexplorer de Boris Herrmann (1er), le Macif santé prévoyance de Charlie Dalin (2e) et le Holcim-PRB de Nicolas Lunven (3e) arrivent à franchir une deuxième fois. Aspiré par l'arrière du front, Holcim-PRB repasse de l'autre côté et n'a plus le bon angle pour passer à nouveau. Quinze heures plus tard, Dalin doit tirer la barre, accélérer pour ne pas se faire rattraper à son tour. Malizia et Macif s'échappent, tandis que tous les autres concurrents restent bloqués en deçà du front, dans de petits airs. Le soir même, Malizia et Macif ont 210 et 180 milles d'avance sur Holcim-PRB. « Je n'ai jamais vu ça, dit Jérémie Beyou, le scénario de la course est complètement inédit, c’est très bizarre. Ça s’est joué à cinq milles près, qui vont se transformer en 500 milles. »
Herrmann, pour éviter les vents contraires, choisit de contourner un anticyclone nord par le nord. Les fichiers météo lui promettent en effet un passage aisé de dorsale, puis des vents portants jusqu'à l'arrivée. Dalin continue vers l'est, préférant passer sous l'anticyclone, c'est-à-dire emprunter une route directe, par des vents contraires. L'option d'Herrmann n'est finalement pas la bonne, car les prévisions météo se révèlent erronées : il va perdre plusieurs jours, englué dans un interminable passage de la dorsale, qui s'est étendue.
Macif santé prévoyance s'impose le 8 juin en 10 jours, 3 heures, 44 minutes et 30 secondes, laissant Malizia à 330 milles et le Charal de Jérémie Beyou à 620 milles.
Au terme de cette course, Dalin se déclare très satisfait de Macif. Il le juge plus performant que son ancien Apivia, que ce soit au près, au reaching ou au portant : « C’est un super bateau et je m'en rends compte à chaque fois que je suis bord à bord avec un autre bateau. » Pour Dalin, Macif santé prévoyance « est polyvalent, rapide tout le temps même aux petites allures, même avant de voler. Mon bateau est très bien. Il est fiable et solide. » Le chantier d'été va permettre quelques modifications, « des petites améliorations liées à la performance ».

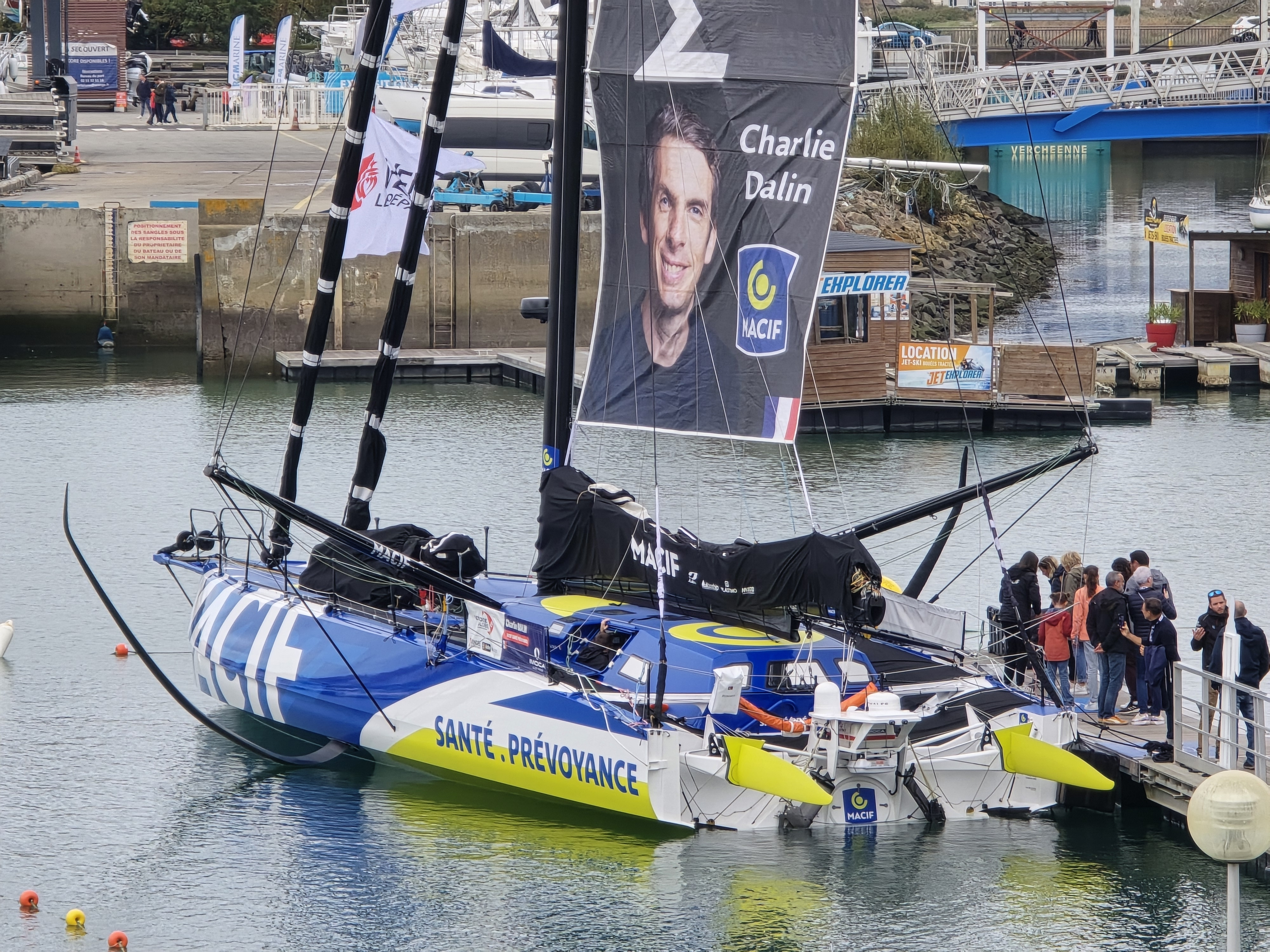
Aux Sables-d'Olonne, avant le Vendée Globe 2024-2025.

## Palmarès

### Macif santé prévoyance, barré par Charlie Dalin
- 2023
  - 1er sur 29 Imoca dans la Fastnet Race, en double avec Pascal Bidégorry[16]
  - 2e sur 33 dans les 48 Heures du Défi Azimut, en double avec Pascal Bidégorry[17]

- 2024
  - 4e sur 33 Imoca, dans The Transat[23]
  - 1er sur 28 de la New York-Vendée-Les Sables-d'Olonne, en 10 j 3 h 44 min 30 s[34]

- 2025
  - 1er sur 40 du Vendée Globe 2024-2025, en 64 j 19 h 22 min 49 s[35]